# 新潟工业短期大学
新潟工业短期大学（日语：／ Niigata Kōgyō Tankidaigaku *），简称工短（こうたん），是一所位于日本新潟县新潟市西区的私立短期大学。

## 概要

### 简介
- 源流成立于1967年[1]、短期大学为于1968年开办[1]、由学校法人新潟科学技术学园经营。

### 历史
- 1968年 北都工业短期大学成立并同时设置自动车工业科[1]。
- 1972年 专科自动车工业专攻成立[1]。
- 1982年 北都工业短期大学变更为新潟工业短期大学[1]。
- 1994年 生产系统工学科成立[1]。
- 1996年 专科生产系统工学专攻成立[1]。
- 2004年 专科自动车工业专攻入学生的修业年限变更从一年到二年[1]。
- 2005年 生产系统工学科改名为系统设计学科[1]。专科生产系统工学专攻停办。
- 2007年 系统设计学科招生最后[1]。
- 2009年 系统设计学科停办[1]。

### 宪章
- 请参看新潟工业短期大学的标志 （页面存档备份，存于） （日語） 2013年11月23日阅览。

## 学校环境
- 校区：在新潟县新潟市西区

## 历任校长
- 西村源太朗：第一代短期大学校长[2]。
- 高野英资：现在短期大学校长[3]

## 组织
（

### 学科
- 自动车工业科

### 前学科
- 系统设计学科[注 1]

### 专科
| - 自动车工业专攻 |

### 前专科
- 生产系统工学专攻

### 业余课程
| - 没有 |

### 附属机关
| - 图书馆 |

## 知名校友
- 佐藤公威：职业篮球运动员

## 相关链接
- 日本短期大学列表